# Cambarus harti
Espèce
Statut de conservation UICN

 EN B1ab(iii) : En danger
Cambarus harti est une espèce d'écrevisse, appartenant à la famille des Cambaridae. Elle est endémique des États-Unis.